# Ferdinand Raab (Manager)

Ferdinand Raab als Clausthaler Montane, 1900

Ferdinand Raab (* 24. Mai 1878 in Hochheim am Main; † 19. März 1954 in Wiesbaden) war ein deutscher Industriemanager.

## Leben
Ferdinand Raab stammte aus der Familie des Johann Christian Ludwig Raab (1800–1834), dem Begründer des Wetzlarer Erzbergbaus, Grubenfeldbesitzer mit der Gewerkschaft Raab, die seit Generationen mit dem Lahn-Bergbau verbunden war. Er besuchte die Goetheschule Wetzlar und studierte Montanwissenschaften an der Bergakademie Clausthal. Dort wurde Raab Mitglied des Corps Montania. Nach dem Diplom-Examen und vorübergehender Tätigkeit in anderen Bergbauzweigen kam er 1908 zum Braunkohlebergbau im Kölner Bezirk, später in das Nordwestsächsische Revier nach Borna und 1917 zur Werschen-Weißenfelser Braunkohlen AG in Halle (Saale). 
Ab 1924 war Raab als Generaldirektor und Vorstandsvorsitzender der Werschen-Weißenfelser Braunkohlen AG, der Anhaltischen Kohlenwerke (Halle) und der Christoph-Friedrich AG (Halle) sowie als Vorsitzender des Grubenvorstands der Gewerkschaft Hohenzollernhall und der Gewerkschaft Oskarssegen tätig. Zudem war er Mitglied des Aufsichtsrats der Merseburger Überlandbahnen AG (Ammendorf) und des Mitteldeutschen Braunkohlen-Syndikats (Leipzig). Bei der Werschen-Weißenfelser Braunkohlen AG und den Anhaltischen Kohlenwerke wechselte Raab später ebenfalls in den Aufsichtsrat.
Mit 54 Jahren trat er 1932 in den Ruhestand und starb 1954 in Wiesbaden. Ferdinand Raab wurde auf dem Evangelischen Friedhof von Wetzlar beigesetzt.

## Auszeichnungen
1926 erhielt Raab die Ehrendoktorwürde der Bergakademie Clausthal und war Inhaber der Carl-Schnabel-Gedenkmünze der Bergakademie.